# División del Norte
La División del Norte (Divisione del Nord) era una fazione armata formata da Francisco Madero ed inizialmente comandata dal generale José González Salas a seguito della chiamata alle armi di Madero allo scoppio della rivoluzione messicana nel 1910, e in seguito da Pancho Villa.

## Storia
González Salas servì nel gabinetto di Madero come Ministro della Guerra ma con lo scoppio della ribellione guidata da Pascual Orozco nel 1912, il generale organizzò 6 000 truppe dell'esercito federale messicano a Torreón. Le forze orozchiste sorpresero Gonzáles Salas nella Prima battaglia di Rellano, quando inviarono treni carichi di esplosivo contro i federali, uccidendone almeno 60 e ferendo Gonzáles Salas stesso. Le truppe che si ammutinarono uccisero uno dei comandanti e dopo aver visto il corpo dell'ufficiale, Gonzáles Salas si suicidò.
La leadership della Divisione fu quindi assegnata al generale Victoriano Huerta, che riorganizzò le forze rimanenti di Gonzáles Salas, che era stato sconfitto dagli Orozchisti (Orozquistas).
Dopo il rovesciamento di Madero nel colpo contro-rivoluzionario che culminò nella Decade tragica (9 - 19 febbraio 1913), Francisco "Pancho" Villa assunse la leadership della Divisione settentrionale rivoluzionaria. Come risultato la Divisione divenne strettamente associata al suo nome. Villa stesso spesso guidava la División del Norte in battaglia.

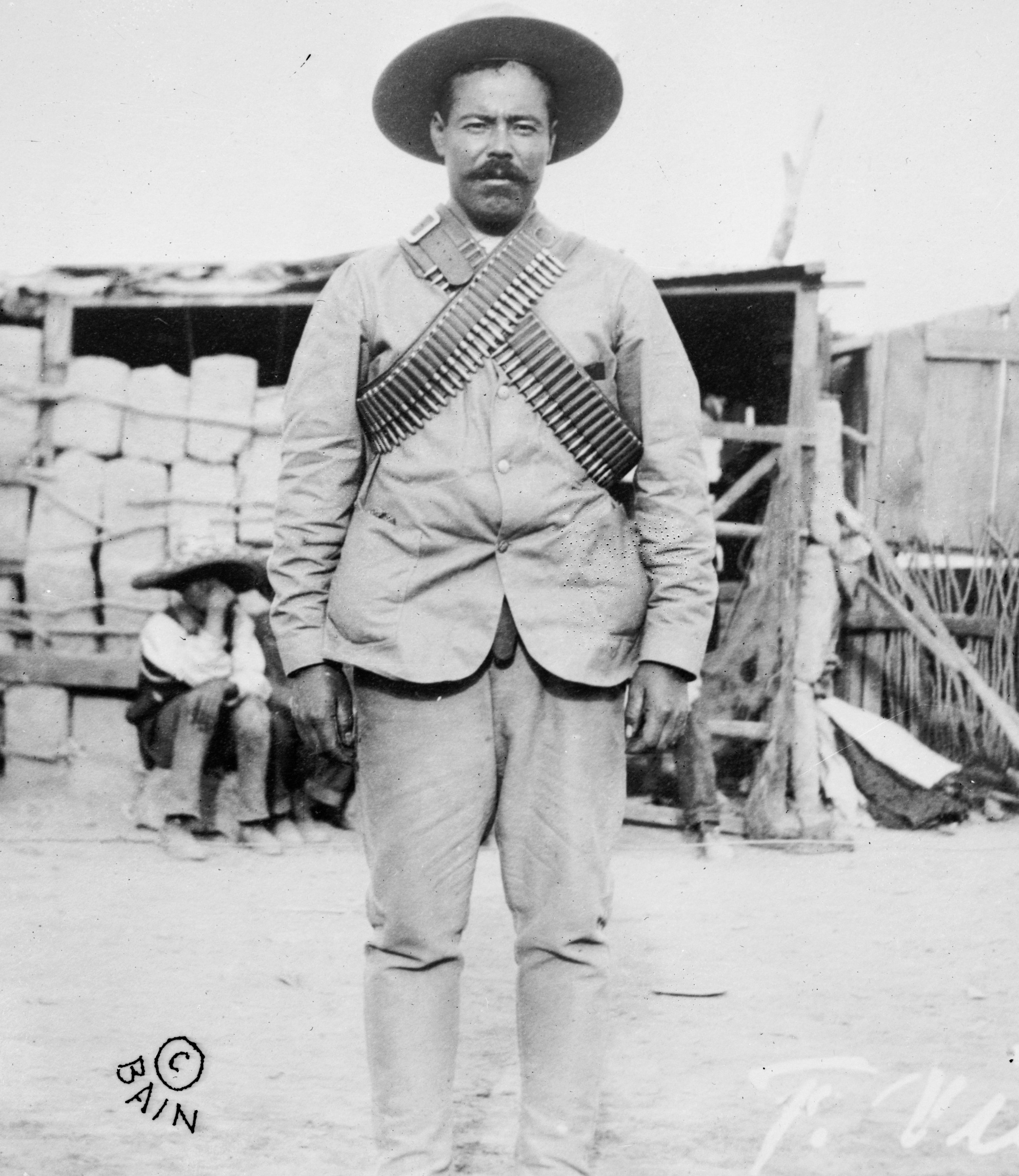
Il generale Pancho Villa, comandante della División del Norte

La División del Norte era di fatto un esercito a sé stante piuttosto che una regolare divisione. Alle truppe di Villa erano assegnati ranghi militari ed esse erano attrezzate con treni ospedalieri e ambulanze a cavallo (chiamati Servicio sanitario e si disse che era il primo esempio in Messico), usate sulle ferrovie costruite durante l'amministrazione Díaz per muoversi più velocemente da un luogo all'altro e, diversamente da altri gruppi rivoluzionari, erano ben equipaggiate con mitragliatrici e unità di artiglieria (catturate all'Esercito federale e ai Rurales).
Sotto il comando di Villa la División del Norte prese il possesso di Ciudad Juárez, Torreón, Saltillo e Zacatecas e divenne un esercito preparato e temibile nonché massima, o quasi, autorità militare e politica nello stato del Chihuahua  e una presenza stabile negli altri stati di Coahuila, Sonora e Zacatecas.
Villa tentò di fornire un cavallo a ciascun fante, piuttosto che tenersi solo i suoi distaccamenti di cavalleria (Los dorados) in modo da incrementare la velocità di spostamento del suo esercito e creando così una prima versione della fanteria montata o una versione tarda del Dragone. Numerosi mercenari stranieri servirono nella Falange extranjero (Legione straniera) della Divisione, inclusi alcuni degni di nota come Ivor Thord-Grey e Peppino Garibaldi, il nipote dell'eroe del Risorgimento italiano Giuseppe Garibaldi.
Villa escluse le donne soldaderas dalla División del Norte. Il giornalista statunitense John Reed passò molto tempo con Villa e la División del Norte scrivendo nel suo libro sulla Rivoluzione messicana "Insurgent Mexico" che "Fino ad oggi [con Villa], gli eserciti messicani avevano sempre portato con loro centinaia delle donne e bambini dei soldati; Villa fu il primo uomo a pensare a veloci marce forzate di corpi di cavalleria, lasciando indietro le loro donne".
La División del Norte alla sua massima potenza contava circa 200 000 uomini. Questo la rendeva la più grande forza rivoluzionaria mai ammassata nelle Americhe. La notorietà di Pancho Villa giocò un ruolo importante nel reclutamento di numeri così grandi di uomini. Nonostante avesse tale vantaggio numerico, la División del Norte fu sconfitta nella battaglia di Celaya nell'aprile 1915 dalle forze di Álvaro Obregón e di nuovo nella battaglia di La Trinidad e nella battaglia di León sempre nel 1915 e sempre dalle forze costituzionaliste di Obregón. Il risultato della importante battaglia di Celaya andò in favore di Obregón perché il generale utilizzò tattiche difensive importate dall'esperienza delle battaglie europee della prima guerra mondiale. La División del Norte con le sue cariche di cavalleria non ebbe speranze contro il filo spinato, la guerra di trincea, l'artiglieria e i nidi di mitragliatrici.

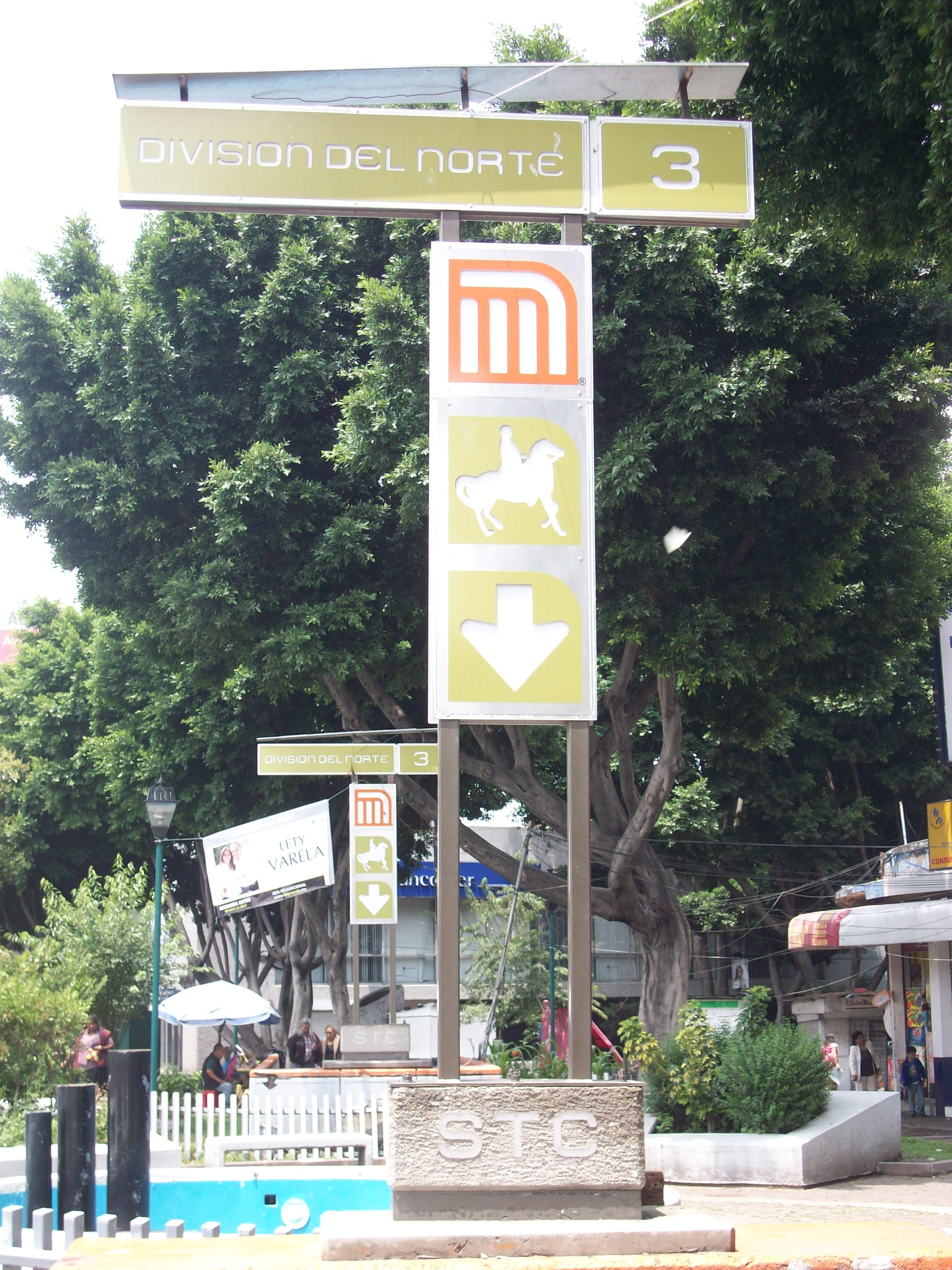
La Metro División del Norte con l'immagine stilizzata di Pancho Villa

Nel 1980 la Metropolitana di Città del Messico aprì la Metro División del Norte alla Linea 3. C'è vicino una Avenida División del Norte. Il logo della stazione della metro è una versione stilizzata di Villa, ma non con il suo nome.

## Organizzazione
La División del Norte era formata di 20 corpi militari, che erano:
- Brigata Villa - Jefe: Generale José Rodríguez
- Brigata González Ortega - Jefe: Generale Toribio Ortega Ramírez
- Brigata Cuauhtémoc - Jefe: Generale Trinidad Rodríguez Quintana
- Brigata Morelos - Jefe: Generale Tomás Urbina Reyes
- Brigata Benito Juárez - Jefe: Maclovio Herrera Cano
- Brigata Madero - Jefe: Generale Juan E. Contreras
- Brigata Zaragoza - Jefe: Generale Eugenio Aguirre Benavides
- Brigata Juárez de Durango
- Brigata Primera de Durango
- Brigata Robles - Jefe: Generale José Isabel Robles
- Brigata Chao - Jefe: Generale Manuel Chao
- Brigata Leales de Camargo - Jefe: Generale Rosalío Hernández
- Brigata Ceniceros - Jefe: Generale Severino Ceniceros
- Brigata Guadalupe - Jefe: Generale Miguel S. González
- Brigata Carranza
- Frazione Yuriar
- Terzi di fanteria
- Artiglieria divisionale
- Brigata Sanitaria
- Scorta personale del generale in capo (jefe) Dorados
- Stato maggiore